# Höllsiedlung
Die Höllsiedlung (auch Höll-Siedlung) ist eine Siedlung in der Marktgemeinde Garsten in Oberösterreich.
Sie ist ein Ortsteil der Ortschaft Pesendorf und befindet sich südwestlich von Garsten im Tal des Garstner Baches. Den Namen hat die Siedlung vom Tal erhalten, das hier auch In der Hölle genannt wird. Auf halbem Weg nach Garsten befindet sich die Siedlung Hölle. Auf den Steinen am Ufer des Garstner Baches können Moose beobachtet werden.